# Joseph Renner jun.

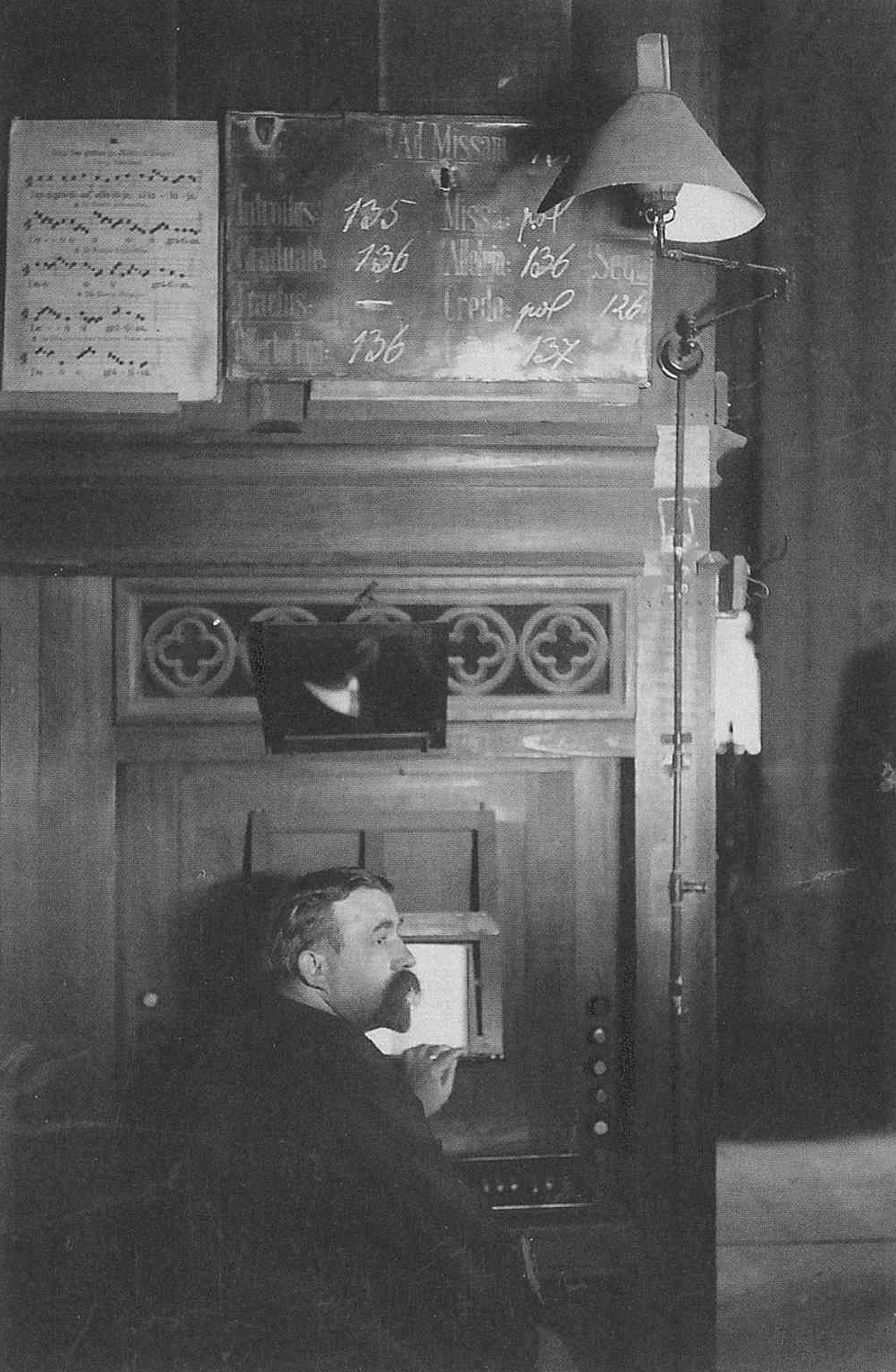
Joseph Renner (ca. 1905) an der Orgel des Regensburger Doms von Johann Heinssen aus dem Jahr 1836

Joseph Renner junior (* 17. Februar 1868 in Regensburg; † 17. Juli 1934 ebenda) war ein deutscher Organist und Komponist.

## Werdegang
Joseph Renner junior erhielt seine erste Ausbildung vom Vater (Joseph Renner sen., Schüler von Carl Proske, Organist, Musikpädagoge und Chorleiter in Regensburg). Ab 1883 war er Student an der Kirchenmusikschule Regensburg (heute: Hochschule für Katholische Kirchenmusik und Musikpädagogik Regensburg) (Studien bei Franz Xaver Haberl, Michael Georg Haller und Joseph Hanisch), danach anschließend studierte er in München zwei Jahre an der Königlich Bayerischen Musikschule unter anderem bei Joseph Rheinberger Orgel und Komposition. 1887 erhielt er den Dr.-Königswarther-Ehrenpreis für Komposition und wurde im Herbst des gleichen Jahres in Bludenz in Vorarlberg als Chorleiter und Musikdirektor angestellt.
1893 wurde er in Regensburg Nachfolger von Hanisch als Domorganist. Er wirkte als Orgelsachverständiger der Diözese Regensburg und als Chordirektor an der Niedermünsterkirche. Ab 1895 war er Dozent an der Kirchenmusikschule. 1914 wurde er zum Professor ernannt.
„Als Komponist wurde er von seinen Zeitgenossen äußerst geschätzt. Seine kirchenmusikalischen Werke, besonders die Orgelkompositionen, waren in Regensburg und München aber auch über die Grenzen der beiden Städte verbreitet. Die weltlichen Kompositionen hingegen fanden nur wenig Beachtung. Renners kompositorisches Schaffen umfasst neben geistlichen Vokal- und Instrumentalwerken, weltliche Chor- und Sololieder sowie größere Kompositionen wie das Singspiel Joseph Haydn aus dem Jahr 1893 oder die Romantische Ouvertüre op. 38 von 1908. Im April 1916 spielte das Münchener Hösl-Quartett sein Streichquartett op. 32 zum ersten Mal in Regensburg. Die Kirchenmusik und die Orgelkompositionen bilden im Schaffen Renners die umfangreichste Gruppe, was sich aus seiner Tätigkeit als Organist erklären lässt. Neben seiner Arbeit als Organist, Pädagoge und Komponist widmete sich Renner auch der theoretischen Musikauseinandersetzung als Rezensent und Musikschriftsteller. Bereits in seiner Bludenzer Zeit entstanden erste Aufsätze, in denen er sich vermehrt für seinen Lehrer Joseph Rheinberger einsetzte.“
Er gab fünf Messen von Rheinberger heraus und besprach diese im Musikalischen Jahrbuch 1909.
Joseph Renner entwickelte seinen Kompositionsstil auf der Grundlage der Kunst Joseph Reinbergers und der Münchner Schule. Wie bei seinem Lehrer war die Orgel der Ausgangspunkt. Mit einer gekonnten kontrapunktischen Arbeit verbindet Renner die satte Farbenpracht romantisch chromatischer Harmonik. Renommierte Künstler wie Max Reger und Karl Straube haben sein Schaffen gewürdigt.

## Werke (Auswahl)

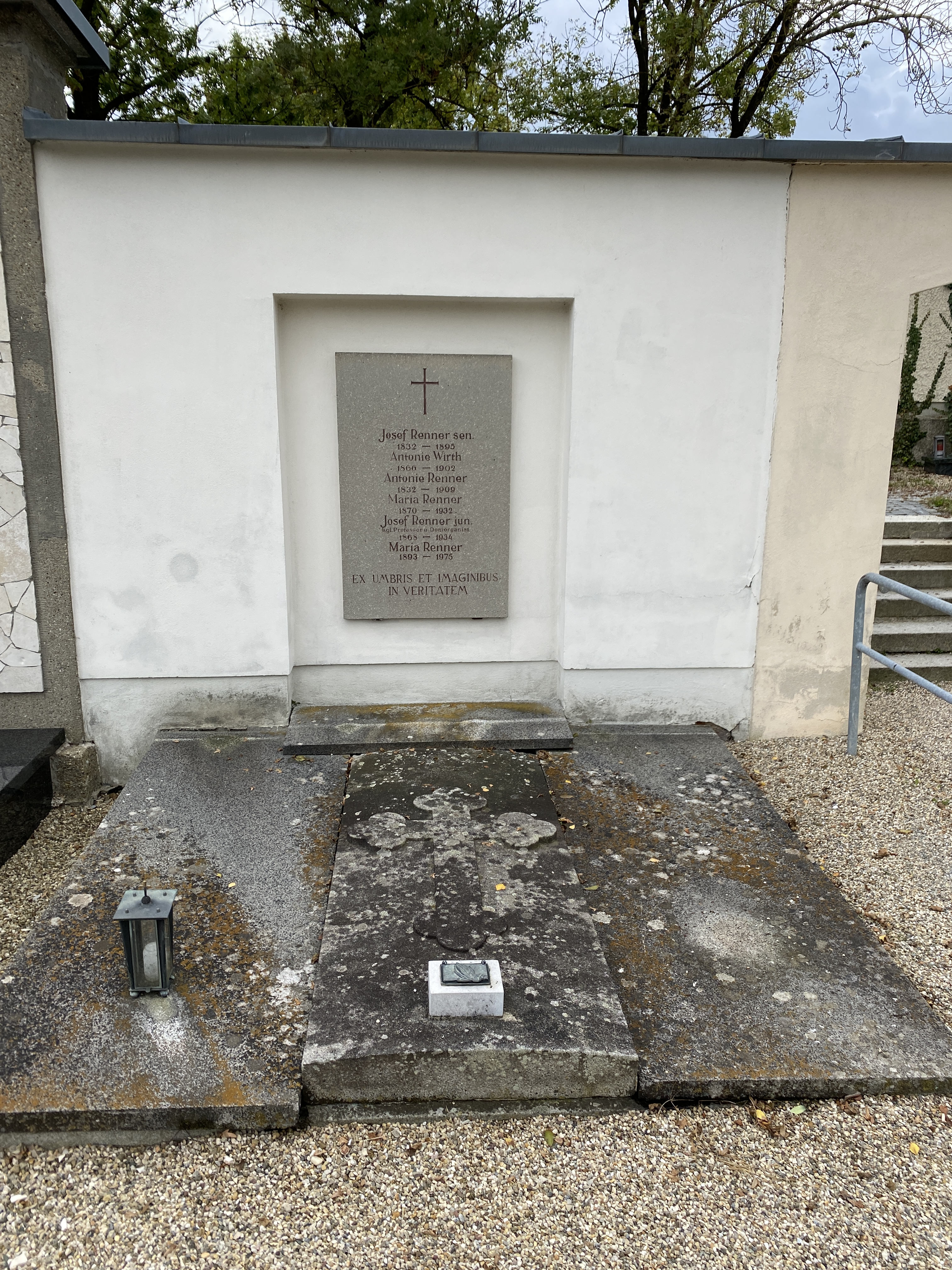
Grab von Joseph Renner sen. und jun. (hier in der Schreibweise Josef) und ihrer Familie auf dem Unteren Katholischen Friedhof in Regensburg

- Missa in honorem S. Petri Apostoli op. 2, 1887
- Zwölf Tonstücke verschiedenen Charakters für Orgel op. 19
- I. Requiem für Stimme und Orgel obligat (oder für SAB und Orgel) op. 25
- Erste Orgelsonate g-Moll – op. 29, Bludenz 1892, „Herrn Alexander Guilmant in Paris hochachtungsvoll gewidmet“.
- 16 Tonstücke nach Choralmelodien für Orgel op. 33
- Messe in B-Dur op. 37
- Zwölf Trios mit Rücksichtnahme auf leichten Pedalsatz für Orgel – op. 39[2]
- 3. Requiem – op. 40
- Fünf Präludien für Orgel oder Harmonium – op. 41
- Orgelsonate Nr. 2 c-Moll – op. 45
- 30 kurze und leichte Präludien für Orgel – op. 48
- Erste Suite für Orgel – op. 56
- Thema mit Variationen – op. 58 für Orgel
- Zweite Suite für Orgel – op. 61
- Zwölf Präludien für Orgel oder Harmonium – op. 67
- Fest-Messe No.2, Op. 86
- Fünf ausgewählte Orgelwerke
- Geistliche Musik: Requiem at quatuor voces, 1888; Offertorium Tui sunt coeli, 1887; Te Deum, 1890; Ave Maria, 1896;
- Vokalmusik: Lieder der Liebe, 1891; Drei leicht ausführbare Männerchöre, 1885; Drei Waldlieder, 1891
- Instrumentalmusik: Ouvertüre a-Moll, 1887; An frohen Tagen, 1890; Serenade für Violine und Pianoforte, 1891; Zwei Stücke für Streichorchester, 1901
- Bühnenmusik: Joseph Haydn, Singspiel 1893

## Sonstiges
Joseph Renner jun. ist Namensgeber des 1987 gegründeten Renner-Ensembles aus Regensburg. Ebenso ist im Regensburger Stadtteil Galgenberg eine Straße nach ihm benannt.